# CONCACAF Caribbean Shield
De CONCACAF Caribbean Shield, voorheen bekend als de Caribbean Club Shield, is een jaarlijkse Caribische voetbalcompetitie voor clubs die lid zijn van de Caraïbische Voetbalunie (CFU). Het is een competitie van het tweede niveau, onder de CONCACAF Caribbean Cup (en voorheen het CFU Club Championship). Het toernooi werd in 2018 geïntroduceerd voor clubs die naar professionele normen streefden. Het wordt georganiseerd door CONCACAF.
Tot 2022 speelde de winnaar van deze competitie, zolang deze voldeed aan de licentiecriteria, tegen de als vierde geplaatste club van het CFU Club Championship voor een plaats in de CONCACAF League. Vanaf 2023 kwalificeren de winnaar en runner-up zich voor de CONCACAF Caribbean Cup.

## Geschiedenis
Op 25 juli 2017 keurde de CONCACAF-raad in San Francisco, Californië, de implementatie goed van een tweeledige competitie voor aangesloten clubs van Caribische aangesloten bonden vanaf 2018. De eersterangscompetitie, bekend als het CFU Club Championship, zou worden betwist door de kampioenen en runner-ups van de beste professionele en semi-professionele competities in het eerste jaar (2018). Vanaf het tweede jaar (2019) zou het toernooi enkel toegankelijk zijn voor volledig professionele competities. De tweeledige competitie, bekend als de Caribbean Club Shield, zou worden betwist door de kampioenen van de competities die in het eerste jaar (2018) geen professionele clubs hadden. Vervolgens zou deze competitie in het tweede jaar (2019) werden opengesteld naar semi-professionele normen en gepland was om deze open te stellen voor volledig professionele competities in 2022.
In 2023 werden beide toernooien geherstructureerd en hernoemd. De winnaar en nummer twee van het tweede niveau (CONCACAF Caribbean Shield) kwalificeren zich nu voor de CONCACAF Caribbean Cup, die van augustus tot en met december 2023 wordt gehouden.

## Winnaars
| 2018 | Dominicaanse Republiek | Club Franciscain                   | 2–1                                | Inter Moengotapoe                  | Real Rincon                        | 3–1                                | Nacional                           | Stefano Rijssel                    | 6 doelpunten                       |  |  |  |
| 2019 | Curaçao                | SV Robinhood                       | 1–0                                | Club Franciscain                   | Weymouth Wales en Jong Holland     | Weymouth Wales en Jong Holland     | Weymouth Wales en Jong Holland     | Stefano Rijssel                    | 4 doelpunten                       |  |  |  |
| 2020 | Curaçao                | Geannuleerd door de coronapandemie | Geannuleerd door de coronapandemie | Geannuleerd door de coronapandemie | Geannuleerd door de coronapandemie | Geannuleerd door de coronapandemie | Geannuleerd door de coronapandemie | Geannuleerd door de coronapandemie | Geannuleerd door de coronapandemie |  |  |  |
| 2021 | Curaçao                | Geannuleerd door de coronapandemie | Geannuleerd door de coronapandemie | Geannuleerd door de coronapandemie | Geannuleerd door de coronapandemie | Geannuleerd door de coronapandemie | Geannuleerd door de coronapandemie | Geannuleerd door de coronapandemie | Geannuleerd door de coronapandemie |  |  |  |
| 2022 | Puerto Rico            | Bayamón                            | 2–1 (n.v.)                         | Inter Moengotapoe                  | Gosier                             | 2–0                                | Jong Holland                       | Kévin Parsemain                    | 8 doelpunten                       |  |  |  |
| 2023 | Saint Kitts en Nevis   | SV Robinhood                       | 5–1                                | Golden Lion                        | Club Sando                         | 6–1                                | Metropolitan FA                    | Shaquille Cairo                    | 10 doelpunten                      |  |  |  |

## Records en statistieken

### Finalisten
| Club              | Winnaar | Runner-up | Finales | Jaren finalist* |
| ----------------- | ------- | --------- | ------- | --------------- |
| SV Robinhood      | 2x      | 0x        | 2x      | 2019, 2023      |
| Club Franciscain  | 1x      | 1x        | 2x      | 2018, 2019      |
| Bayamón           | 1x      | 0x        | 1x      | 2022            |
| Inter Moengotapoe | 0x      | 2x        | 2x      | 2018, 2022      |
| Golden Lion       | 0x      | 1x        | 1x      | 2023            |

Bijgewerkt tot 2 september 2023
*De jaren dat een club eindwinnaar was zijn vetgedrukt

### Finalisten per land
| Land        | Beker(s) | Runner-up(s) | Totaal in de finale |
| ----------- | -------- | ------------ | ------------------- |
| Suriname    | 2x       | 2x           | 4x                  |
| Martinique  | 1x       | 2x           | 3x                  |
| Puerto Rico | 1x       | 0x           | 1x                  |

Bijgewerkt tot 2 september 2023

### Meeste doelpunten in een seizoen
| Rang | Speler          | Doelpunten | Club              | Seizoen* |
| ---- | --------------- | ---------- | ----------------- | -------- |
| 1    | Shaquille Cairo | 10         | SV Robinhood      | 2023     |
| 2    | Kévin Parsemain | 8          | Golden Lion       | 2022     |
| 3    | Nicholas Dillon | 7          | Club Sando        | 2023     |
| 4    | Stefano Rijssel | 6          | Inter Moengotapoe | 2018     |
| 4    | Jordi Ranera    | 6          | Bayamón           | 2022     |
| 4    | Daniel Jamesley | 6          | O&M               | 2023     |
| 4    | Alvyn Lamasine  | 6          | Golden Lion       | 2023     |

Bijgewerkt tot 2 september 2023
*De jaren dat een speler topscorer werd zijn vetgedrukt